# Laxoplumeria
Laxoplumeria es un género botánico con tres especies de plantas de flores perteneciente a la familia Apocynaceae. Es originaria de Sudamérica tropical.

## Descripción
Son árboles; con tallos con secreción lechosa, glabros o glabrescentes; coléteres intrapeciolares inconspicuos. Hojas alternas, eglandulares, glabras, rara vez puberulentas, sin domacios en las axilas de los nervios en el envés. Inflorescencias en cimas terminales a subterminales, con numerosas flores, glabras a puberulentas; brácteas diminutas. Flores con un cáliz de 5 sépalos, los lóbulos básicamente iguales, diminutos, glabros a glabrescentes, sin coléteres en la base de la cara adaxial; corola hipocraterimorfa, sin corona anular o lóbulos coronales libres interiormente, usualmente glabra, blanco-verdosa, color crema a verde-crema, el limbo con 5 lóbulos, la estivación sinistrorsa; estambres incluidos, insertados cerca de la garganta, las anteras no conniventes ni aglutinadas a la cabeza estigmática; cabeza estigmática cortamente cilíndrica, con un apículo pequeño y relativamente inconspicuo; gineceo 2-carpelar, apocárpico, con numerosos óvulos; nectario anular, con lóbulos opuestas a la sutura de los carpelos. Frutos de 2 folículos apocárpicos, fusiformes o relativamente cilíndricos, continuos, levemente leñosos al secar; semillas numerosas, secas, desnudas, pubescentes, truncadas, comosas en toda su longitud, con pelos largos y conspicuos, de varios mm.

## Taxonomía
El género fue descrito por Friedrich Markgraf y publicado en Notizblatt des Botanischen Gartens und Museums zu Berlin-Dahlem 9(89): 981–982. 1926 La especie tipo es: Laxoplumeria tessmannii Markgr.

## Especies
- Laxoplumeria baehniana Monach.
- Laxoplumeria macrophylla (Kuhlm.) Monach.
- Laxoplumeria tessmannii Markgr.